# Star Wars: Dobrodružství Freemakerů
Star Wars: Dobrodružství Freemakerů (v anglickém originále LEGO Star Wars: The Freemaker Adventures) je americký 3D animovaný sci-fi televizní seriál, který je založen na tématu Lego Star Wars. Seriál měl premiéru 20. června 2016 na stanici Disney XD. Dne 3. dubna 2017 stanice Disney XD oznámila, že seriál byl prodloužen o druhou řadu, společně s novou řadou pěti krátkých příběhů, které debutovali 4. května 2017 a druhá řada se začala vysílat od 17. června 2017. V Česku měl seriál premiéru 17. října 2016 na stanici Disney Channel.
Dialogy pro český dabing překládá Vojtěch Kostiha a o úpravu a režii se stará Michal Michálek.
Příběh seriálu se odehrává mezi událostmi filmů Star Wars: Epizoda V – Impérium vrací úder a Star Wars: Epizoda VI – Návrat Jediů. Sourozenci Freemakerovi jsou sběrači, kteří provozují svůj rodinný obchod se šrotem. Ten nacházejí prohledáváním galaxie a z nich budují vozidla dle vlastního návrhu.

## Obsazení

### Hlavní role
- Nicolas Cantu jako Rowan Freemaker (dabing - Jan Köhler)
- Vanessa Lengies jako Kordi Freemaker (dabing - Terezie Taberyová)
- Eugene Byrd jako Zander Freemaker (dabing - Robin Pařík)
- Matthew Wood jako R0-GR / Roger (dabing - Ondřej Izdný)

### Vedlejší role

#### Impérium (The Empire)
- Grey Griffin jako Naare (dabing - René Slováčková)
- Matt Sloan jako Anakin Skywalker / Darth Vader (dabing - Martin Sobotka)
- Trevor Devall jako Sheev Palpatine / Darth Sidious (dabing - Zbyšek Horák)
- Richard Kind jako Durpin (dabing - ?)
- Jeff Bennett jako Plumestriker (dabing - ?)
- Jane Leeves jako Lt. Estoc (dabing - ?)

#### Crime Lords
- Dana Snyder jako Graballa the Hutt (dabing - Zdeněk Maryška)
- Kevin Michael Richardson jako Jabba Desilijic Tiure / Jabba the Hutt (dabing - ?)

#### Bounty Hunters
- James Patrick Stuart jako Dengar (dabing - Rudolf Kubík)
- John DiMaggio jako Baash (dabing - Marek Holý)
- Danny Jacobs jako Raam (dabing - ?)
- Dee Bradley Baker jako Boba Fett (dabing - ?)

#### Aliance Rebelů (Rebel Alliance)
- Billy Dee Williams jako Lando Calrissian (dabing - Zdeněk Podhůrský)
- Eric Bauza jako Luke Skywalker (dabing - Petr Lněnička)
- Julie Dolan jako princezna Leia Amidala Skywalker / Leia Organa (dabing - Nikola Votočková)
- Trevor Devall jako Admirál Ackbar (dabing - ?)
- Yvette Nicole Brown jako Lt. Valeria [druhá řada] (dabing - ?)
- Vanessa Marshall jako Hera Syndulla (dabing - ?)

#### Force-users
- Brian Dobson jako Jek-14 / The Maker of Zoh (dabing - ?)
- Trevor Devall jako Baird Kantoo (dabing - ?)

#### Droidi
- French Stewart jako N3-R0 (dabing - ?)
- Fred Tatasciore jako BL-OX (dabing - ?)
- James Urbaniak jako M-OC (dabing - ?)

#### Civilisté
- Thomas Lennon jako Wick Cooper / Mr. Cooper (dabing - ?)
- Jeff Bennett jako Ignacio Wortan (dabing - ?)
- Greg Baldwin jako Furlac (dabing - ?)
- Jim Cummings jako Hondo Ohnaka (dabing - Pavel Rímský)
- Grey Griffin jako Maz Kanata (dabing - ?)

## Vysílání
| Řada    | Díly | Premiéra v USA  | Premiéra v USA | Premiéra v ČR      | Premiéra v ČR     |
| Řada    | Díly | První díl       | Poslední díl   | První díl          | Poslední díl      |
| ------- | ---- | --------------- | -------------- | ------------------ | ----------------- |
| 1       | 13   | 26. června 2016 | 29. srpna 2016 | 17. října 2016     | 2. listopadu 2016 |
| Kraťasy | 5    | 4. května 2017  | 4. května 2017 | 16. října 2017     | 31. října 2017    |
| 2       | 13   | 17. června 2017 | 16. srpna 2017 | 18. listopadu 2017 | 24. prosince 2017 |